# Žiberci
Žiberci (Duits: Seibersdorf) is een plaats in Slovenië en maakt deel uit van de gemeente Apače in de NUTS-3-regio Pomurska. De plaats telde 158 inwoners op 1 januari 2020.